# Владимир Лукић
Владимир Лукић (Доњи Дабар код Санског Моста, 2. фебруар 1933) је бивши српски политичар и председник Владе Републике Српске. Био је декан Архитектонско-грађевинског факултета. Члан је Сената Републике Српске од 2009. године.

## Биографија
Др Владимир Лукић је рођен 1933. године у селу Дабар код Санског Моста, Краљевина Југославија. Дипломирао је геодезију на Архитектоско-Грађевинско-Геодетском Факултету у Загребу 1961. године. Докторирао је на Грађевинском факултету у Сарајеву 1990. године.
Био је представник Републике Српске при УНПРОФОР-у у Сарајеву у периоду 1. јули 1992. — 19. децембар 1992. Др Владимир Лукић је био председник Владе Републике Српске у периоду 20. јануар 1993. — 18. август 1994. године.
У својству стручњака је учествовао у преговорима у Дејтону 1995. године.
Од 1995. до 1996. годиње је радио као професор на Шумарском факултету у Бањалуци. Био је један од оснивача и декан Архитектонско-грађевинског факултета у Бањалуци од 1996. до 2003. године.
Био је савјетник у Привредној комори Републике Српске, а од априла 2008. године је технички директор Института за грађевинарство у Бањалуци.